# Gejagan (Ngadirejo)
Gejagan is een bestuurslaag in het regentschap Temanggung van de provincie Midden-Java, Indonesië. Gejagan telt 890 inwoners (volkstelling 2010).